# Ömer Ali Şahiner
Ömer Ali Şahiner (* 2. Januar 1992 in Ereğli) ist ein türkischer Fußballspieler in Diensten von Istanbul Başakşehir FK.

## Karriere

### Verein
Şahiner begann mit dem Vereinsfußball in der Jugend von Karabağ Gençlerbirliği und wechselte 2005 in die Jugend von Konya Şekerspor. Im Sommer 2008 erhielt er hier einen Profivertrag, spielte aber weiterhin überwiegend für die Jugend- bzw. Reservemannschaft. Ab November 2008 wurde er vom damaligen Cheftrainer İsmail Kartal neben seiner Tätigkeit bei der Reservemannschaft behutsam an die Profimannschaft herangeführt und absolvierte seine ersten Spiele. Im Sommer 2009 eroberte er sich schnell einen Stammplatz und spielte für den Verein bis zum Sommer 2012.
Da zum Sommer 2012 Konya Şekerspor und Konyaspor zu Torku Konyaspor fusionierten, zählte Şahiner zu den Spielern, die zum neu geschaffenen Verein wechselten.

### Nationalmannschaft
Şahiner durchlief ab der U-16 nahezu alle türkischen Jugendnationalmannschaften. 2009 nahm er mit der türkischen U-17-Auswahl an der U-17-Fußball-Weltmeisterschaft 2009 teil und erreichte mit seiner Mannschaft das Viertelfinale.
Mit der U-19 nahm er an der U-19-Fußball-Europameisterschaft 2011 teil, schied bereits in der Gruppenphase mit seiner Mannschaft aus dem Turnier aus. Im Juni 2019 spielte er in einem Freundschaftsspiel gegen Usbekistan erstmals in der türkischen A-Nationalmannschaft.

## Erfolge
- Mit Konyaspor
  - Playoff-Sieger der TFF 1. Lig: 2012/13
  - Aufstieg in die Süper Lig: 2012/13
  - TSYD-Pokal (Ankara): 2013